# Alte Jungs
Alte Jungs (Original: Rusty Boys) ist eine luxemburgische Komödie von Andy Bausch aus dem Jahre 2017.

## Handlung
Der pensionierte Wachmann Nuckes lebt in einem kleinen luxemburgischen Dorf und verbringt seine Tage damit, sich mit seinen Freunden Fons, Lull und Jängi zu treffen. Gemeinsam philosophieren sie bei Bier und Schnaps über das Altern, das Leben – und das Elend im Altersheim. Als ein befreundeter Rentner ins Heim abgeschoben wird und dort geistig abbaut, ist für die vier klar: So wollen sie nicht enden.
Ihr gemeinsames Ziel ist es, ein selbst bestimmtes Leben im Alter, frei von Kontrolle, Regeln und der typischen Atmosphäre von Pflegeeinrichtungen. Sie fassen einen kühnen Plan, statt sich vereinzeln und verwalten zu lassen, wollen sie gemeinsam eine Senioren-WG gründen, ein Altersrefugium in Eigenregie, jenseits von Bürokratie und staatlicher Bevormundung.
Zunächst stoßen die alten Freunde auf Skepsis der Behörden, Familienmitgliedern und selbst bei anderen Rentnern. Dennoch lassen sie sich nicht beirren. Nuckes, der Querdenker der Gruppe, übernimmt die inoffizielle Leitung der „Rebellion“. Mit seinem unerschütterlichen Glauben an Freiheit und Freundschaft motiviert er die anderen. Die Männer beginnen, ein heruntergekommenes Haus auf dem Land zu renovieren – ihr zukünftiges gemeinsames Heim.
Doch der Weg zur Freiheit ist steinig. Sie scheitern an Bauvorschriften, kämpfen mit Geldnot, und auch der körperliche Zustand der Männer macht den Umbau zur Herausforderung. Während sich Fons zunehmend zurückzieht und Jängi mit gesundheitlichen Problemen kämpft, entdeckt Lull, der ruhigste im Bunde, eine neue Lebensfreude beim Musizieren und Gärtnern. Nuckes wiederum stößt durch seine rebellische Art immer wieder mit der Gemeinde und seiner Familie zusammen.
Als einer der Freunde stirbt, ein Ereignis, das die Gruppe erschüttert und ihre Pläne zu kippen droht, wird ihnen bewusst, wie zerbrechlich ihre Lebenszeit ist. Gerade deshalb wächst in ihnen der Wunsch, ihren Traum zu verwirklichen.
Den verbliebenen Freunden gelingt es, ihr Projekt zu realisieren. In einem symbolischen Akt ziehen sie gemeinsam in das fertige Haus ein – nicht als Bewohner eines Pflegeheims, sondern als freie Menschen, die in einer Gemeinschaft auf Freundschaft, Würde und Selbstbestimmung im Alter bauen.

## Produktion
Im November 2015 gab das Auswahlkomitee des Luxembourg Film Funds bekannt, dass die Firma Paul Thiltges Distributions eine finanzielle Unterstützung in Höhe von 1,95 Millionen Euro für die Produktion von Alte Jungs erhalten würde.
Obwohl Andy Bausch die Grundzüge des Films geschrieben hatte, wurde er von der Filmförderung gebeten, das Drehbuch gemeinsam mit einem anderen Autor zu überarbeiten. Aus diesem Grund arbeitete Bausch mit Frank Feitler zusammen, mit dem er bereits in den 1990er Jahren zusammengearbeitet hatte.
Die Dreharbeiten dauerten zwei Monate lang.

## Veröffentlichung
Am 24. Januar 2017 fand die Filmpremiere in einem mit über 500 Zuschauern gefüllten Vorführraum im Utopolis-Kirchberg statt, darunter waren auch Erbgroßherzog Guillaume und Erbgroßherzogin Stephanie. Am Tag darauf kam er in Luxemburg in die allgemeinen Kinos. In Luxemburg war der Film ein großer kommerzieller Erfolg. Dort sahen ihn insgesamt 21.817 Menschen in den Kinos. In Deutschland kam der Film durch Camino Filmverleih am 4. Januar 2018 in die Kinos.

## Auszeichnungen
| Auszeichnung                                  | Jahr | Kategorie                                        | Empfänger       | Resultat  |
| --------------------------------------------- | ---- | ------------------------------------------------ | --------------- | --------- |
| Internationales Filmfest Oldenburg            | 2017 | Bester Film                                      | Alte Jungs      | Nominiert |
| Liverpool International Film Festival         | 2017 | Bester Spielfilm                                 | Alte Jungs      | Nominiert |
| WorldFest Houston International Film Festival | 2018 | Best Independent Feature                         | Alte Jungs      | Nominiert |
| Luxemburger Filmpreis                         | 2018 | Bester Spielfilm oder Animationsfilm             | Alte Jungs      | Nominiert |
| Luxemburger Filmpreis                         | 2018 | Bester künstlerischer Beitrag in einem Spielfilm | Jeannot Sanavia | Nominiert |
| Luxemburger Filmpreis                         | 2018 | Beste Schauspielerin/Bester Schauspieler         | Fernand Fox     | Nominiert |
| Luxemburger Filmpreis                         | 2018 | Beste Schauspielerin/Bester Schauspieler         | Pol Greisch     | Nominiert |
| Luxemburger Filmpreis                         | 2018 | Beste Schauspielerin/Bester Schauspieler         | André Jung      | Nominiert |